# Nous, modérés
Nous, modérés (en italien : Noi moderati NM officiellement Noi moderati/Lupi - Toti - Brugnaro - Udc) est une coalition politique et électorale italienne d'orientation centriste formée le 11 août 2022 par l'alliance entre les partis de Nous avec l'Italie, Italie au Centre, Coraggio Italia et l'Union de centre pour les élections parlementaires de 2022 au sein de la coalition de centre droit, vainqueur des élections.

## Histoire
Avant les élections parlementaires anticipées, Maurizio Lupi lance le 26 juillet 2022 le nouveau symbole de son parti Nous avec l'Italie, confirmant l'adhésion à la coalition de centre-droit en tant qu'aile modérée et centriste avec Coraggio Italia et UdC. Le 2 août, à la suite de l'accord, qui a par la suite sauté, entre Action et le Parti démocrate, le parti Italie au Centre, dirigée par le président de la Ligurie Giovanni Toti, qui n'avait initialement pas participé aux négociations du centre-droit, rejoint la coalition,.
Le 5 août, Lupi et Toti présentent le symbole de Nous avec l'Italie-Italie au Centre (Ncl-IaC) Le même jour, Luigi Brugnaro et Lorenzo Cesa concluent également un accord entre leurs partis, Coraggio Italia et l'UdC (CI-UdC).
Le 11 août, les quatre dirigeants centristes lancent la liste unique Nous, modérés. Sur la marque de la coalition sont visibles les symboles de NcI-IaC et de CI-UdC,. Le président de NcI, Maurizio Lupi, est identifié comme le chef politique de la liste.

## Composition
La liste de la coalition est composée des partis suivants :
| Parti | Parti                                      | Idéologie principale              | Président           |
| ----- | ------------------------------------------ | --------------------------------- | ------------------- |
|       | Nous avec l'Italie (NcI)                   | Démocratie chrétienne             | Maurizio Lupi       |
|       | Italie au centre (IaC)                     | Libéral-conservatisme             | Giovanni Toti       |
|       | Coraggio Italia (CI)                       | Libéral-conservatisme             | Luigi Brugnaro      |
|       | Union de centre (UdC)                      | Démocratie chrétienne             | Lorenzo Cesa        |
|       | Renaissance (en)                           | Protection du patrimoine culturel | Vittorio Sgarbi     |
|       | Parti des européens et des libéraux, (PEL) | Libéralisme                       | Franco Paolo Aquaro |

Les mouvements régionaux suivants sont également inclus :
| Parti | Parti                           | Région                  | Idéologie principale  | Président                |
| ----- | ------------------------------- | ----------------------- | --------------------- | ------------------------ |
|       | Autonomie responsable (en) (AR) | Frioul-Vénétie Julienne | Libéral-conservatisme | Renzo Tondo              |
|       | Ligurie populaire (LP)          | Ligurie                 | Démocratie chrétienne | Andrea Costa             |
|       | Alliance de centre (AdC)        | Campanie                | Démocratie chrétienne | Francesco Pionati        |
|       | Chantier populaire (CP)         | Sicile                  | Régionalisme          | Francesco Saverio Romano |
|       | Sardegna 20Venti (S20V)         | Sardaigne               | Régionalisme          | Stefano Tunis            |

## Résultats électoraux

### Élections parlementaires
| Année | Chambre des députés | Chambre des députés | Chambre des députés | Chambre des députés | Sénat   | Sénat | Sénat   | Sénat | Coalition    | Gouvernement |
| Année | Voix                | %                   | Sièges              | Rang                | Voix    | %     | Sièges  | Rang  | Coalition    | Gouvernement |
| ----- | ------------------- | ------------------- | ------------------- | ------------------- | ------- | ----- | ------- | ----- | ------------ | ------------ |
| 2022  | 255 505             | 0,91                | 7 / 400             | 12e                 | 243 409 | 0,88  | 2 / 200 | 13e   | Centre droit | Meloni       |